# 鳴海なのか
鳴海 なのか（なるみ なのか、1983年3月25日 - ）は、日本のタレント・アイドル・女優・料理研究家・声優・演出家。
所属事務所は「シュガー・スポット」。

## 略歴
鳥取県鳥取市生まれ。鳥取県立鳥取東高等学校、お茶の水女子大学理学部数学科卒業。
2001年4月、大学進学のため上京。2002年、MC・アイドル活動開始。2005年7月、女優として活動開始。2008年からは「女優&家庭料理研究家」を肩書きとして使用している。2010年10月、鳴海なのか主宰の「劇團コダワリ」旗揚げ。2010年12月、舞台「萌えパニ★」にて舞台初演出・初脚本。以後、映像・舞台作品の制作に力を入れている。2011年10月、主宰の「劇團コダワリ」を「劇團チョコリンゴ」に改名。2013年10月、「劇團チョコリンゴ」の舞台公演を休止し、以降はボイスドラマ等を中心に活動することを発表。

## エピソード
- 中学時代の部活は茶道部。
- 高校時代、公園などの手漕ぎボートを楽しむ部だと勘違いし、ボート部に入部。
- 第55回国体ボート少年女子シングルスカル出場。
- 第24回全国高等学校総合文化祭小倉百人一首かるたの部出場。
- 好きな食べ物は、アイスクリームと天津甘栗。
- 公式ニコニコチャンネルで2014年9月より毎週木曜生放送の番組『Charapedia公式動画番組「キャラぺろ」』のニュースアンカー（メインMC）として出演。2015年に入ってからは1回放送あたりの来場者数が数万名、2015年6月には累計の来場者数が100万名を超える人気番組となっている。[1]
- ゲーム「トイ・ウォーズ」へは、登場キャラクター「アテナ（ボイスB）」として声の出演するだけでなく、キャラクターボイス収録時のキャスティングや音響監督も担当している。また、トイ・ウォーズ公式番組「トイばん」ではMC出演の他に、企画・構成等も担当している。[2]

## 出演

### WEBアニメ
- 戦国ダンス STEP ON THE WARRIOR（2014年、徳川家康）[3]

### ライブ
- 「からくりかまきりぃ」
- 「THE IDOLIVE ポンギ de PON!」
- 「学天Pecoり〜の」
- 「SHUFFLE RUMBLE II」
- 「バンコクAKIBAフェスタ開催直前プレイベント」
- 「勝ち抜け！ピスタチーオ」
- 「Live in Heart SP」
- 「NewYearEvolution2012」

### DVD
- 「WEB情報誌デジタルガール」
- 「鳴海んちはカンタンごはん★ 第1巻」

### 撮影会
- 「フレッシュ撮影会」
- 「デジタルガール撮影会」
- 「ドリーム撮影会」

### イベント
- TBS 「オールスター感謝祭　夏 Sacas'08」【MC】
- 「フレッシュカフェ」
- 「出張!鳴海んちはカンタンごはん★　in学天Pecoり〜の（料理コーナー）」

### テレビドラマ
- 行列のできる法律相談所SP20（日本テレビ）再現V「中央フリーウェイ」‐海老名美どり 役
  - 行列のできる法律相談所#227（日本テレビ）再現V「峰竜太編」

### 映画
- ラブ★コン(2006年)-クラスメイト役

### ゲーム
- おいでよ!コンビニ‐かおる役
- トイ・ウォーズ‐アテナ（ボイスB）

### CD
- バイバイと手を振る私には涙の跡／トーキングブンブン（2012.7.25.発売、エイベックス・マーケティング）【底抜けブンブンガールズ107として】
- ドラマCD「For〜聖ロージアトラブルバスターズ」 （2013.2.10.発売、シュガー・スポット株式会社）‐華流院蝶子 役
- オムニバスドラマCD「僕と私の恋物語」 （2014.7.31.発売、シュガー・スポット株式会社）‐卯月葵 役

### 新聞
- 内外タイムス 「GIRLSSTYLE 第34回 鳴海なのかさん」掲載

### ネット番組
- 「亜月ちえみプレゼンツ　かまきりぃTV/31話　ゲスト：｢ni-Na｣」
- ごちゃもじゃ『jiqoo.TV』『odaibaTV!』（stickamjapan）【料理コーナー「鳴海んちはカンタンごはん★」…他】
- はるちゃんのパジャマのお時間『jiqoo.TV』『odaibaTV!』（stickamjapan）
- しおりんのまったり釣りパラダイス!『jiqoo.TV』『odaibaTV!』（stickamjapan）
- はるちゃんのパジャマのお時間『jiqoo.TV』『odaibaTV!』（stickamjapan）
- フ女子の本音特番「アドレナリン21公演打ち上げ」 『jiqoo.TV』『odaibaTV!』（stickamjapan）
- しおりんのお友達空間☆゛『jiqoo.TV』『odaibaTV!』（stickamjapan）
- フ女子の本音『jiqoo.TV』『odaibaTV!』（stickamjapan）
- たべ★らぼ『jiqoo.TV』『odaibaTV!』『akasaka.tv』（stickamjapan）（Ustream）【企画・出演・撮影・編集】
- アニメ・妖精えにっき★モチっともち吉『jiqoo.TV』『odaibaTV!』（stickamjapan）（Ustream）【出演(声)・桜もち吉(主役)、ママ、三笠トラ焼き…役他】
- メル・リプレットの占いチャンネル（占チャン）『jiqoo.TV』『odaibaTV!』『akasaka.tv』（stickamjapan）（Ustream）
- バラエティ料理番組「なのかふぇ★」『SugerSpotTV』（MC）
- 鳴海だだもれ★～収録風景ナマ放送『SugerSpotTV』（MC）
- 鳴海んちはカンタンごはん★『SugerSpotTV』（MC）
- 非電源ゲームプレイ&紹介番組「あんぷら部」『SugerSpotTV』（MC）
- CHARAPEDIA公式動画番組「キャラぺろ」『公式ニコニコチャンネル』（ニュースアンカー）
- ユーザー投稿型トイウォーズバラエティ番組「トイばん」『公式ニコニコチャンネル』（MC）

### ラジオ
- 優妃の胸キュン☆ドットネット第153回（ソフトフォーカスポッドキャストラジオ）
- お台場レインボーステーション（ワッチミー!TV）（ミュージックバード）（SPACE DIVA）（キャンシステム）
- ぶるべり発!ﾃﾝﾊﾟﾘﾅｲﾄ☆（すまいるエフエム76.7）
- 「ラジオdeなのかふぇ★」（2012.4.〜放送　パーソナリティ） （FMやまと（BIGTIMEシリーズ「大和で777」内放送））

### 舞台
- ルーズスタイルプロデュース公演「生きてこそ…」（2007.10. 脚本・演出：神佑輔）
- ZERO・COMPANY番外公演〜萌えっ子倶楽部 First Stage〜「萌え★萌えパニック」（2008.2. 脚本・演出：神佑輔）
- ZERO・COMPANY番外公演「Angelic・Cafe（エンジェリック・カフェ）」（2008.10. 脚本・演出：猫耳亭萌輔　　原案：神佑輔）
- ZERO・COMPANY最終公演「ジンバブエに降る雪」（2009.1. 脚本・演出：神佑輔）
- 新劇団劇團アドレナリン21旗揚げ準備公演 「昭和莊奇人傳」（2009.3. 脚本・演出：神佑輔）
- 劇團アドレナリン21旗揚げ公演 「たそがれウインキー」（2009.5. 脚本・演出：神佑輔）
- アドレナリン21第2回公演「チョロンパ」（2009.7. 脚本・演出：神佑輔）
- ZERO・COMPANYプロデュース公演「地球最后の日」（ちきゅうさいごのひ）（2009.9. 脚本・演出：猫耳亭萌輔　企画：神佑輔）
- アドレナリン21第3回公演「昭和荘奇人傳・II」（2009.10. 脚本・演出：神佑輔）
- アドレナリン21第5回公演「心霊病棟SOS」（2010.2. 脚本・演出：神佑輔）
- アドレナリン21第6回公演「夜に咲く花」]（2010.5. 脚本・演出：神佑輔）
- アドレナリン21第7回公演「平山家の崩壊」（2010.5. 脚本・演出：神佑輔）
- アドレナリン21第8回公演「トリプルトラブル」（2010.6. 脚本・演出：神佑輔）
- アドレナリン21第9回公演「昭和荘奇人傳・3」（2010.7. 脚本・演出：神佑輔）
- ZERO・COMPANY創立15周年記念第32回公演「ONE MORE夜露死苦」（2010.9. 脚本・演出：神佑輔）
- 劇團コダワリ旗揚げ公演「萌えパニ★」（2010.12. 脚本・演出：鳴海なのか　原案・協力：神佑輔）
- アドレナリン21第14回公演「たそがれウインキー」]（2011.4. 脚本・演出：神佑輔）
- アドレナリン21第15回公演「ラク町の女たち」（2011.5. 脚本・演出：神佑輔）
- 劇團コダワリ第2回公演「バーチャル社員」（2011.8. 原作：有馬譲 脚本：清水境一 演出：神佑輔）
- アドレナリン21第16回公演「新・白衣の堕天使」]（2011.9. 脚本：山口茉鈴・神佑輔　演出：神佑輔）
- team HonBan旗揚げ公演「萌え萌えパニック」（2011.9. 脚本：鳴海なのか　演出：神佑輔）
- アドレナリン21+劇團コダワリ＝コダワリン21　コラボ公演「まさかの坂」（主演　2011.10.　脚本・演出：神佑輔）
- アドレナリン21第17回公演「夜に咲く花」（2011.12. 脚本・演出：神佑輔）
- 劇團チョコリンゴ第3回公演「生きてこそ」（2012.2. 脚本・演出：神佑輔）
- 劇團チョコリンゴ第4回公演「BACK STAGE 1959」（2012.3. 脚本・演出：神佑輔）
- アドレナリン21第19回公演「枯れ草物語」（主演　2012.4. 脚本・演出：神佑輔）
- 劇團チョコリンゴ第5回公演「たそがれウインキー〜BACK STAGE 1961」（2012.5. 脚本：神佑輔　演出：神佑輔、鳴海なのか）
- アドレナリン21第20回公演＆劇團チョコリンゴ第6回公演「悪妻身につかず」（2012.6. 脚本：神佑輔　演出：神佑輔、鳴海なのか）
- アドレナリン21第21回公演＆劇團チョコリンゴ第7回公演「妖怪奇譚・お菊の願い」（2012.7. 脚本：神佑輔　演出：神佑輔、鳴海なのか）
- アドレナリン21第22回公演＆劇團チョコリンゴ第8回公演「メイド部・萌えに燃えて」（主演　2012.8. 脚本：神佑輔　演出：神佑輔、鳴海なのか）
- 劇團チョコリンゴ第9回公演「ラク町の女たち」（主演　2012.10. 脚本：神佑輔　演出：神佑輔）
- 劇團チョコリンゴ第10回公演「白地に赤く」（2012.11. 脚本：神佑輔　演出：鳴海なのか）
- アドレナリン21第24回公演＆劇團チョコリンゴ第11回公演「聖夜秘話・三太への贈り物」（2012.12. 脚本：神佑輔　演出：神佑輔、鳴海なのか）
- アドレナリン21第25回公演＆劇團チョコリンゴ第12回公演「妖怪奇譚・十六夜の契り」（2013.1.　脚本：神佑輔　演出：神佑輔、鳴海なのか）
- アドレナリン21第27回公演＆劇團チョコリンゴ第14回公演「白地に赤く」（2013.4.　脚本：神佑輔　演出：神佑輔、鳴海なのか）
- アドレナリン21第28回公演「妖怪奇譚・座敷童女〜悪霊たちの挽歌」（2013.6.　脚本：神佑輔　演出：神佑輔）
- アドレナリン21第29回公演＆劇團チョコリンゴ第17回公演「水銘館炎上」（2013.7.　脚本：神佑輔　演出：神佑輔、鳴海なのか）
- アドレナリン21第30回公演「妖怪奇譚・起て、座敷童女！」（2013.8.　脚本：神佑輔　演出：神佑輔）

## 主宰・脚本・演出・制作

### 舞台
- 劇團コダワリ旗揚げ公演「萌えパニ★」（2010.12. 主宰・脚本・演出・制作）
- 劇團コダワリ第2回公演「バーチャル社員」（2011.8. 主宰・制作・イラスト）
- アドレナリン21第16回公演「新・白衣の堕天使」]（2011.9. 制作）
- team HonBan旗揚げ公演「萌え萌えパニック」（2011.9. 脚本）
- アドレナリン21+劇團コダワリ＝コダワリン21　コラボ公演「まさかの坂」（2011.10. 制作・デザイン）
- アドレナリン21第17回公演「夜に咲く花」（2011.12. 制作・デザイン）
- ZERO・COMPANY第33回公演「妖怪奇譚・座敷童女」（2010.12. 制作・デザイン）
- アドレナリン21第18回公演「白地に赤く」（2011.2. 制作）
- 劇團チョコリンゴ第3回公演「生きてこそ」（2012.2. 主宰・制作・デザイン）
- 劇團チョコリンゴ第4回公演「BACK STAGE 1959」（2012.3. 主宰・制作・デザイン）
- アドレナリン21第19回公演「枯れ草物語」（制作・デザイン）
- 劇團チョコリンゴ第5回公演「たそがれウインキー〜BACK STAGE 1961」（2012.5. 主宰・演出・制作・デザイン）
- アドレナリン21第20回公演＆劇團チョコリンゴ第6回公演「悪妻身につかず」（2012.6. 主宰・演出・制作・デザイン）
- アドレナリン21第21回公演＆劇團チョコリンゴ第7回公演「妖怪奇譚・お菊の願い」（2012.7. 主宰・演出・制作・デザイン）
- アドレナリン21第22回公演＆劇團チョコリンゴ第8回公演「メイド部・萌えに燃えて」（2012.8. 主宰・制作・デザイン）
- 劇團チョコリンゴ第9回公演「ラク町の女たち」（2012.10. 主宰・制作・デザイン）
- 劇團チョコリンゴ第10回公演「白地に赤く」（2012.11. 主宰・演出・制作・デザイン）
- アドレナリン21第24回公演＆劇團チョコリンゴ第11回公演「聖夜秘話・三太への贈り物」（2012.12. 主宰・演出・制作・デザイン）
- アドレナリン21第25回公演＆劇團チョコリンゴ第12回公演「妖怪奇譚・十六夜の契り」（2013.1.　主宰・演出・制作・デザイン）
- アドレナリン21第26回公演「私のジョニー」（2013.3.　制作・デザイン）
- 劇團チョコリンゴ第13回公演「生きてこそ」（2013.3.　主宰・演出・制作・デザイン）
- アドレナリン21第27回公演＆劇團チョコリンゴ第14回公演「白地に赤く」（2013.4.　主宰・演出・制作・デザイン）
- 劇團チョコリンゴ第15回公演「BACKSTAGE1964」（2013.5.　主宰・演出・制作・デザイン）
- 劇團チョコリンゴ第16回公演「悪妻身につかず」（2013.6.　主宰・演出・制作・デザイン）
- アドレナリン21第29回公演＆劇團チョコリンゴ第17回公演「水銘館炎上」（2013.7.　主宰・演出・制作・デザイン）
- 劇團チョコリンゴ第18回公演「BACKSTAGE1969」（2013.8.　主宰・演出・制作・デザイン）
- 劇團チョコリンゴ第19回公演「夜に咲く花」（2013.10.　主宰・演出・制作・デザイン）

### ドラマCD
- ドラマCD「For〜聖ロージアトラブルバスターズ」 （2013.2.10.発売、シュガー・スポット株式会社　脚本・制作・デザイン）
- オムニバスドラマCD「ボディビル黒薔薇団地〜クスッと笑える短編集」（2014.3.31.発売、シュガー・スポット株式会社　演出・制作・デザイン）
- オムニバスドラマCD「僕と私の恋物語」（2014.7.31.発売、シュガー・スポット株式会社　演出・制作・デザイン）